# Tipula (Vestiplex) kosswigi
Tipula (Vestiplex) kosswigi is een tweevleugelige uit de familie langpootmuggen (Tipulidae). De soort komt voor in het Palearctisch gebied.